# الکساندره سژرنیاتینسکی
الکساندره سژرنیاتینسکی (به انگلیسی: Alexandre Czerniatynski) بازیکن فوتبال اهل بلژیک و عضو تیم ملی فوتبال بلژیک است که در تاریخ ۹ سپتامبر ۱۹۸۱ میلادی اولین بازی ملی‌اش را مقابل تیم ملی فوتبال فرانسه انجام داد. او در ۳۱ بازی ملی حضور داشت و جمعاً ۱۹۲۵ دقیقه برای تیم ملی فوتبال بلژیک به میدان رفت. الکساندره سژرنیاتینسکی آخرین بازی ملی خود را در تاریخ ۲ ژوئیه ۱۹۹۴ میلادی در برابر تیم ملی فوتبال آلمان انجام داد. وی در بازی‌های ملی‌اش ۸ گل به ثمر رساند.